# 50000 콰오아

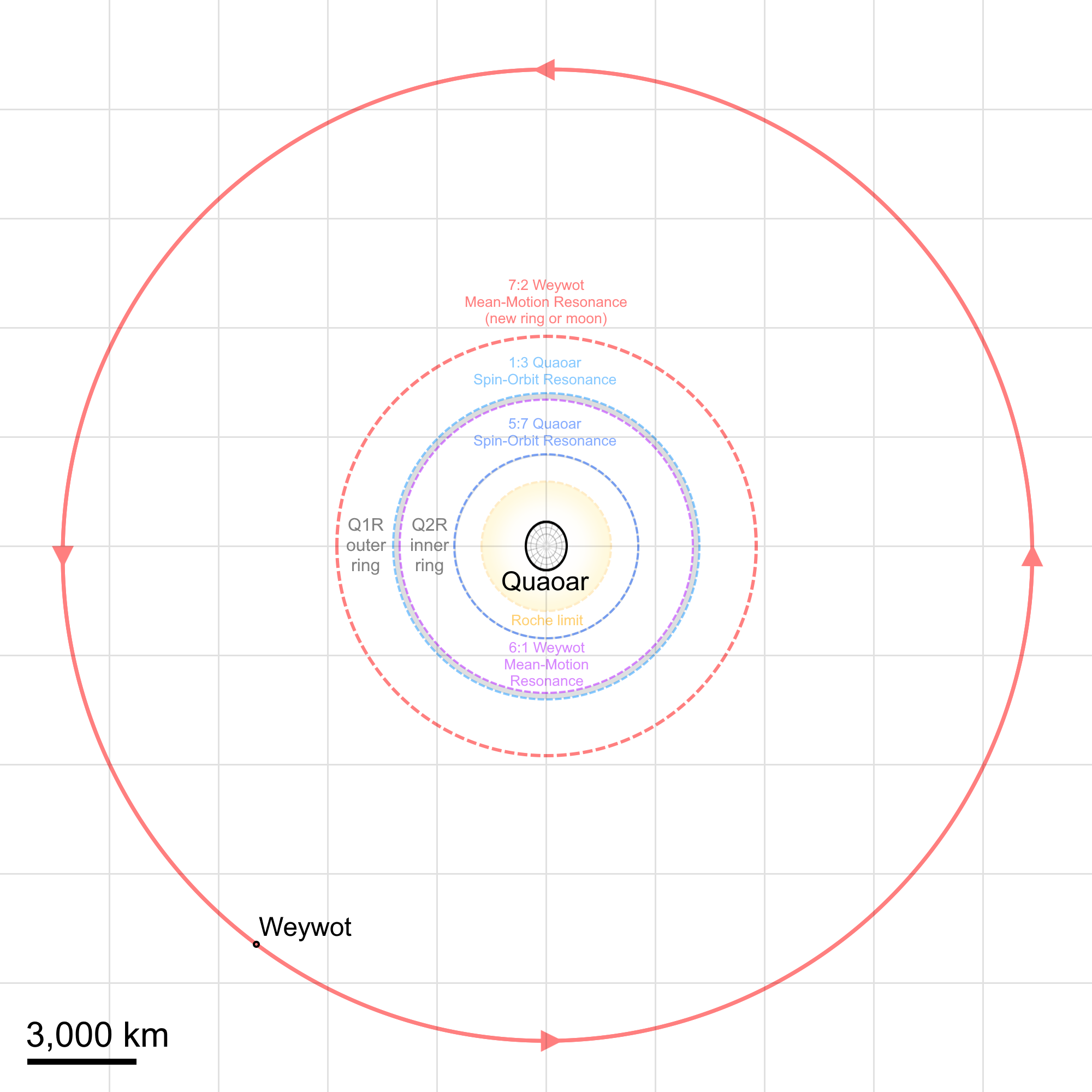
콰오아과웨이워트

50000 콰오아(Quaoar)는 해왕성 바깥 천체로 카이퍼대의 고전적 카이퍼대 천체이다.
2002년 캘리포니아 공과대학교의 차드 트루히요와 마이클 브라운이 팔로마 천문대에 있는 망원경을 이용해 발견하였다. 지름이 약 1250 킬로미터로 현재까지 발견된 카이퍼 대 천체 중에서 명왕성 다음으로 크다. 발견 당시 명왕성은 행성의 범주로 분류되었으므로, 콰오아는 발견된 소행성 중에는 가장 큰 천체였다. 이 후 콰오아보다 더 큰 에리스나 세드나 등과 같은 천체들이 발견되면서, 콰오아는 명왕성과 같은 왜행성을 포함하여 7번째로 큰 소행성으로 전락하였다.
임시명칭은 2002 LM60였으며, 콰오아라는 공식 명칭은 미국내 아메리카 원주민 통바족의 신화에서 유래했다.
지름이 74 km 인 웨이워트(Weywot)이라는 위성이 존재한다.